# Андійська мова
Анді́йська мо́ва (самоназва — къІбаннаб мицци) — мова андійців, належить до нахсько-дагестанських.
Андійською мовою спілкуються в Дагестані, зокрема, Ботліхському районі в селах: Анді, Гунхо, Гагатль, Чанхо, Зіло, Муніб, Кванхідатль.
Вирізняють 7 діалектів. Мова є безписемною.
Наголос в андійській мові є слабким і завжди падає на закритий склад (ихво́б — «млин», ги́нцІу — «двері»), а при двох закритих — на останній (гуну́л — «котел», лъенси́б — «брова»).